# かちこみ!ドラゴン・タイガー・ゲート
『かちこみ!ドラゴン・タイガー・ゲート』（原題：龍虎門、英題：Dragon Tiger Gate）は、2006年公開の香港映画である。
原作は、香港の著名漫画家、黄玉郎の1970年から現在も連載の続く『龍虎門』（現在は『新著龍虎門』のタイトルで続行）という長編カンフー漫画。
映画に登場する人物のスタイルは70年代初期のコミックの主人公のスタイルを参考にした。タイトルバックにあるイラストには、原作者黄玉郎の漫画の一部が使われている。
邦題の「かちこみ」とは殴り込みの意。

## 登場人物
ドラゴン・ウォン
演 - ドニー・イェン、日本語吹替 - 小杉十郎太
主人公。漢字表記は王小龍。武術家フー・フーの息子。幼少時代に弟と生き別れになり、火事で母を失う。そこをマー・カンに拾われ用心棒となった。武術を悪用していることとマー・カンへの恩義との間で葛藤している。「降龍十八掌（ドラゴンパーム）」という掌底を使う。
タイガー・ウォン
演 - ニコラス・ツェー、日本語吹替 - 高橋広樹
漢字表記は王小虎、ドラゴン・ウォンの弟。異母兄弟。正義漢で、虐げられる弱者を見捨ててはおけない性格。弟分たちに信頼されている。蹴り技に長けており、後に「電光独龍鑽（ドラゴンドリル）」というきりもみキックを習得する。
ターボ・セック
演 - ショーン・ユー、日本語吹替 - 川田紳司
漢字表記は石黒龍。ヌンチャク使い。出身国では無敵だったと自称している。しかし過去にいじめられっ子であった。その弱い経験から劣等感を抱いていたため他人に怖がられるようにと自ら顔に傷をつけた。戦闘に巻き込まれた折にタイガー・ウォンと意気投合する。龍虎門に弟子入りに来たが高慢な態度であり、ウォン・ホンロンにサンダルで軽くあしらわれた上に、出直してこいと一喝される。だがそれを謙虚に受け止めて反省するという一面もある。後に「金鍾罩（ゴールデンマスク）」という技を習得する（ヌンチャクを高速で振り防御壁を作る。その状態で突き進む）。
マー・シャオリン
演 - ドン・ジェ、日本語吹替 - 名塚佳織
マー・カンの娘。漢字表記は馬小霊。ドラゴン・ウォンとは幼馴染みで兄妹同然の間柄。ほがらかな性格で父思い。友を救うために重い荷台を引き、さらにケイ師の試練を受ける（しかし彼女が戦うわけではない）。
ローザ
演 - リー・シャオラン 李小冉、日本語吹替 - 眞鍋かをり（劇場公開版） / 安藤麻吹（DVD版）
シブミの付き人。漢字表記は羅刹女。幼い頃ドラゴン・ウォンに助けられて以来彼に尽くす。
マー・カン
演 - チェン・クワンタイ 陳観泰、日本語吹替 - 大山高男
漢字表記は馬坤。犯罪組織「江湖（コンウー）」のボス。「令牌（羅刹令）」という羅刹門との提携の証を手に入れ、密輸業を牛耳る。娘を溺愛しており引退を考えている。ドラゴン・ウォンにとって父親同然の存在。
ファン
日本語吹替 - 咲野俊介
マー・カンの部下。乱暴者のオカマ。
火雲邪神シブミ
演 - ユー・カン 喩亢（粵語CV：ルイス・クー）、日本語吹替 - 大塚明夫
犯罪組織「羅刹門」のボス。マントと石の仮面をつけている。龍虎門の看板を軽々と振り回し、マントを目くらましに使ったりする。「暗黒仏塔（ブラックタワー）」という技を使い、ウォン・ホンロンの大槍をクシャクシャに丸めてしまう。
ダブル・デビル
シブミの放った二人組の刺客。サイ使いと三節棍使い。
ウォン・ホンロン
演 - ユン・ワー、日本語吹替 - 屋良有作
漢字表記は王降龍。フー・フーの兄。武道場「龍虎門」の師。武芸の達人。
ケイ師
演 - 黄玉郎
白雲山の塔に住む仙人。
光頭星
日本語吹替 - 山根良顕（アンガールズ）
タイガー・ウォンの弟分の一人。
メガネ
日本語吹替 - 田中卓志（アンガールズ）
タイガー・ウォンの弟分の一人。

## スタッフ
- 監督：ウィルソン・イップ（葉偉信）
- アクション監督：ドニー・イェン
- 製作：レイモンド・ウォン（黄百鳴）
- 撮影：コ・チウラム（高照林）
- 衣装デザイン：ウィリアム・チャン（張叔平）
- 音楽：川井憲次
- 字幕翻訳：風間綾平
- 吹替翻訳：税田春介

## 映像ソフト
2007年にギャガよりスタンダード・エディションとプレミアム・エディションという別バージョンのDVDがそれぞれ発売。5年後の2012年にはブルーレイが発売されている。